# 現代からくりおもちゃ美術館・ぽるぺっぽ
現代からくりおもちゃ美術館・ぽるぺっぽ（げんだいからくりおもちゃびじゅつかん・ぽるぺっぽ）は、かつて群馬県前橋市の赤城山中腹にあった私立美術館。

## 概要
デザイン会社を定年退職した粂井有二が第二の人生として、これまでの経験を生かして子どもたちと何かできる場所を、と考えて2007年に民家を改造して開館した私設の美術館である。木の良さとからくりおもちゃの魅力を伝えて家族のコミュニケーションやモノ作りに興味を持つきっかけになることを目指していた。粂井自身が木が好きということで、標高500mの赤城山中腹の木に囲まれた環境に建ち、館内も木の香りに包まれ展示品も木を使った作品が大半である。世界で活躍するオートマタ作家のユニークな作品約70点が展示されていた。館長の粂井自身が制作した作品もある。展示品は透明のケースに入れられているが付属のレバーで動かすことができるようになっていた。館内展示以外にも出張からくり工作教室も行っている。
館内には木製の玩具やからくりキットを販売するミュージアムグッズを併設。館長の粂井夫妻が制作した10連発が可能な輪ゴム鉄砲が人気商品となっていた。館内には多目的トイレと授乳室（おむつ交換台付）を完備。
2017年10月30日をもって閉館した。オンラインショップとからくり工作教室は閉館後も利用できる。

## 利用案内
- 所在地:〒371-0101群馬県前橋市富士見町赤城山1788-14[1]
- 開館時間:10：00～17：00（最終入館16：30）[1]
- 休館日:毎週火・水・木曜日（ただし祝日やお盆休み期間中は開館）[1]。12～3月は冬季休館[1]。ただし事前に10名以上の団体で申し込めば休館日も利用できる[1]。
- 入館料:大人（高校生以上）800円、小人（小中学生）400円[1]
- 割引:団体（10人以上）600円、障害者（手帳をお持ちの方）半額[1]
- 連絡先:電話027-288-1608、FAX027-288-1649、メールcontact@porupeppo.com[1]

## 交通アクセス
- JR前橋駅より関越交通バス赤城ビジターセンター行き「赤城薬師入り口」下車、徒歩約3分[1]。
- 関越自動車道赤城ICまたは渋川伊香保ICより約30分[2]。
- 北関東自動車道伊勢崎ICより赤城方面へ約12km[1]。
- 赤城道路畜産試験場信号より赤城山方面へ約20km[1]。